# Pavlovice u Kojetína
Pavlovice u Kojetína (Duits: Paulowitz bei Kojetein) is een Moravische Tsjechische gemeente in de Tsjechische regio Olomouc, en maakt deel uit van het district Prostějov. Pavlovice u Kojetína telt 288 inwoners (2023).

## Geschiedenis
- 1980 – De gemeente Pavlovice u Kojetína wordt geannexeerd door de gemeente Mořice.
- 2001 – Pavlovice u Kojetína wordt opnieuw een zelfstandige gemeente.[1]